# Hörnleberg
El Hörnleberg es un monte en el valle del Elz en Baden-Wurtemberg, Alemania. En su cumbre se encuentra la iglesia de peregrinacón de la Bienaventurada Virgen.